# بلالم
روستای بلالم از روستاهای استان گیلان و از توابع شهرستان رودسر می‌باشد.